# Ursus arctos yesoensis
O Urso-pardo-de-hokkaido(U. Arctos lasiotus) ou urso-pardo-japonês é um ecótipo do urso-pardo-de-amur que reside no Japão e em áreas próximas.

## Aparência

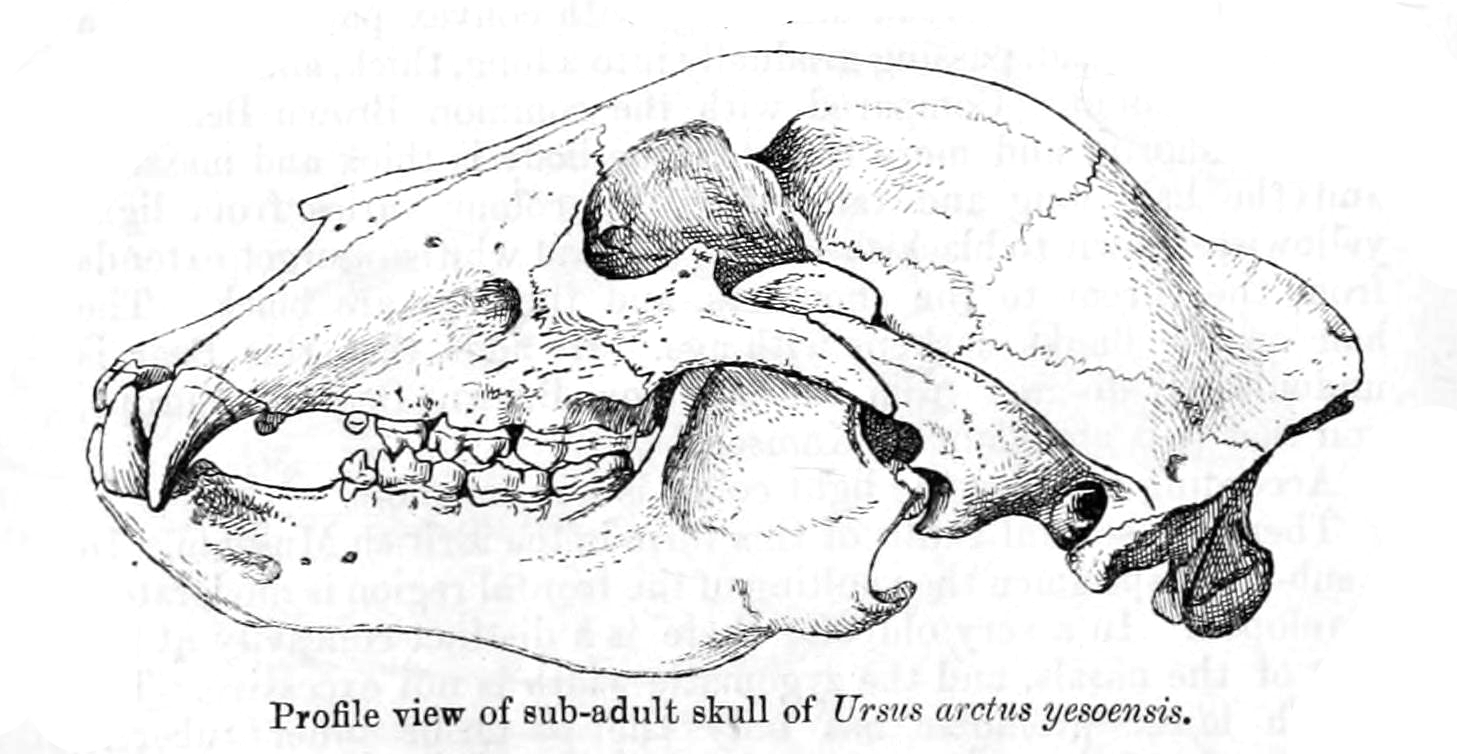
Crânio.

É muito semelhante ao urso marrom Kamchatkan , embora tenha um crânio mais alongado, uma testa menos elevada, ossos nasais um pouco mais longos e arcos zigomáticos menos separados , e tem uma cor um pouco mais escura, com alguns indivíduos sendo completamente pretos, um fato que uma vez levou à especulação agora refutada de que os indivíduos negros eram híbridos de ursos marrons e ursos negros asiáticos . [ carece de fontes? ] Os machos adultos têm crânios medindo 38,7 cm (15,2 pol.) de comprimento e 23,5 cm (9,3 pol.) de largura. [ carece de fontes? ] Eles podem ocasionalmente atingir tamanhos maiores do que suas contrapartes Kamchatkan: o maior crânio medido por Sergej Ognew(1931) era apenas ligeiramente menor do que o do maior urso Kodiak (a maior subespécie de ursos pardos) já registrado na época. 